# جائزة غولدن غلوب للنجمة الصاعدة
جائزة غولدن غلوب للنجمة الصاعدة هي إحدى فئات جوائز غولدن غلوب التي بدأت في 1948 وتوقفت في 1983.

## الفائزون بالجائزة
- 1948: لويس ماكسويل
- 1950: مرسيدس ماكامبريدج
- 1952: بير آنجلي
- 1953: كوتل ماركاند
- 1954: بات كراولي، بيلا دارفي، باربرا راش
- 1955: كارين شاربي، كيم نوفاك، شيرلي ماكلين
- 1956: أنيتا إكبيرج، فيكتوريا شاو، دانا واينتر
- 1957: كارول بيكر، جين مانسفيلد، ناتالي وود
- 1958: كارولين جونز، ديان فارسي، ساندرا دي
- 1959: ليندا كريستال، سوزان كونر،تينا لويز
- 1960: جانيت مونرو، تيوسداي ويلد، أنجي ديكنسون، ستيلا ستيفنز
- 1961: إيان بالين، هيلي ميلز، نانسي وان
- 1962: آن مارجرت، جين فوندا، كريستين كاوفمان
- 1963: سو ليون، بيتي دوك، ريتا توشنغام
- 1964: تيبي هدرن، ايلك سومر، يورزولا أندرس
- 1965: مايا فارو، ماري آن موبلي، سيليا كاي
- 1966: إليزابيث هارتمان - A Patch of Blue
- 1967: جيسيكا والتر
- 1968: كارثرين روس - The Graduate
- 1969: أوليفيا هوسي - Romeo and Juliet، مارين ماكادرو - Island of the Blue Dolphins
- 1970: آلي ماكغرو - Goodbye, Columbus
- 1971: كاري سوندرس - Diary of a Mad Housewife
- 1972: تويجي - The Boy Friend
- 1973: ديانا روس - Lady Sings the Blues
- 1974: تاتوم أونيل - Paper Moon
- 1975: سوزان فلانري - The Towering Inferno
- 1976: مارلين هاسيت - The Other Side of the Mountain
- 1977: جيسيكا لانج - King Kong
- 1979: ايرين ميراكل - Midnight Express
- 1980: بيت ميدلر - The Rose
- 1981: ناستازيا كينسكي - Tess
- 1982: بيا زادورا - Butterfly
- 1983: ساندها بيرغمان - Conan the Barbarian